# Bătălie

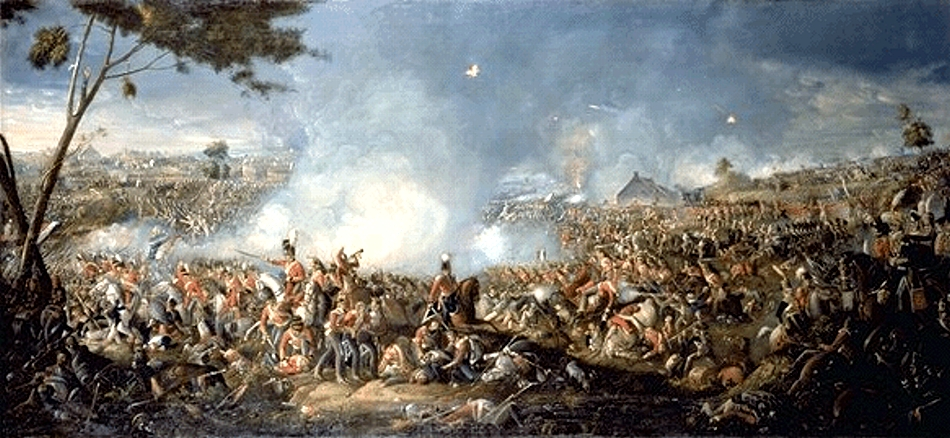
Bătălia de la Waterloo de William Sadler.

O bătălie este manifestarea luptei dintr-un război la care participă două sau mai multe părți, fiecare încercând să o învingă pe cealaltă. Bătăliile au de obicei loc în timpul războaielor sau campaniilor militare și pot fi bine definite din punct de vedere spațial, temporal și de acțiune. Războaiele și campaniile militare sunt ghidate de strategia militară, în timp ce bătăliile sunt stadii în care se folosesc tacticile militare. Strategul german Carl von Clausewitz a afirmat că "folosirea bătăliilor pentru a câștiga războiul până la sfârșit" este esența strategiei.

## Caracteristicile unei bătălii
Istoricul militar britanic Sir John Keegan a sugerat o definiție aproape ideală a bătăliei ca fiind "ceva care se petrece între două armate și care duce la dezintegrarea morală și mai apoi fizică a uneia sau alteia dintre ele". Cu toate acestea, originile și  efectele bătăliilor pot fi rareori rezumate așa de limpede. 
"Scopul" unei bătălii este de a ajunge la un rezultat favorabil, (rezultatul ideal este victoria),  dar strategia și circumstanțele cer deseori un compromis. Unul dintre beligeranți este considerat victorios când inamicul său se recunoaște învins, forțele sale fiind împrăștiate, obligate să se retragă, sau când acestea au devenit incapabile de a continua lupta. O luptă se poate sfârși și prin ceea ce se numește Victoria lui Pirus, care până în cele din urmă îi favorizează pe învinși. 
Până în secolul al XX-lea, majoritatea bătăliilor aveau o durată scurtă, cele mai multe durând o zi sau chiar mai puțin. (Bătălia de la Gettysburg a fost un caz deosebit, deoarece a durat trei zile.) Cauza principală pentru durata scurtă a bătăliilor era în principal dificultatea de a asigura o aprovizionare corespunzătoare a armatelor pe câmpul de luptă. În mod obișnuit, motivele pentru prelungirea unei lupte era asediul. Îmbunătățirile aduse în transport și apariția războiului de tranșee, cu asemănările lui cu războiul de asediu, a făcut să crească durata luptelor la săptămâni sau luni, ajungându-se la cele mai lungi bătălii în timpul primului război mondial. Dar, în bătăliile lungi, rotirea unităților din spatele frontului pe linia întâi făcea ca perioada în care fiecarea soldat o petrecea în luptă să aibă tendința să rămână scurtă. 
Bătăliile pot fi de amploare mică, implicând doar o mână de indivizi, la nivelul a câtorva detașamente, până la încleștările în care sunt antrenate armate întregi, când se luptă sute și mii de soldați într-o singură fază a bătăliei. Aria pe care se desfășoară bătălia depinde de raza de acțiune a armelor folosite. Până la apariția artileriei și a avioanelor, bătăliile se duceau cu cei doi combatanți față în față. Adâncimea de desfășurare a bătăliilor a crescut în timp, existând în zonele din spatele frontului unități de aprovizionare, artilerie, medicale, etc, care în zilele noastre depășesc numărul luptătorilor din linia întâi.
Bătăliile sunt ca întreg sunt formate dintr-o multitudine de lupte individuale, fiecare soldat fiind de obicei martor și actor doar într-o mică parte a evenimentelor. Pentru un infanterist s-ar putea să existe diferențe între lupta care este parte a unui raid minor sau a unei ofensive majore, fără ca acesta să poată anticipa cursul pe care îl va lua bătălia. Infanteriștii britanici, care aveau să înceapă lupta în prima zi pe Somme – 1 iulie 1916, ar fi fost incapabili să anticpeze că aveau să lupte în aceeași bătălie timp de cinci luni. Pe de altă parte, unii dintre infanteriștii aliați care participaseră la înfrângerea francezilor în bătălia de la Waterloo se așteptau să intre în luptă și în ziua următoare.

## Tipuri de  bătălii

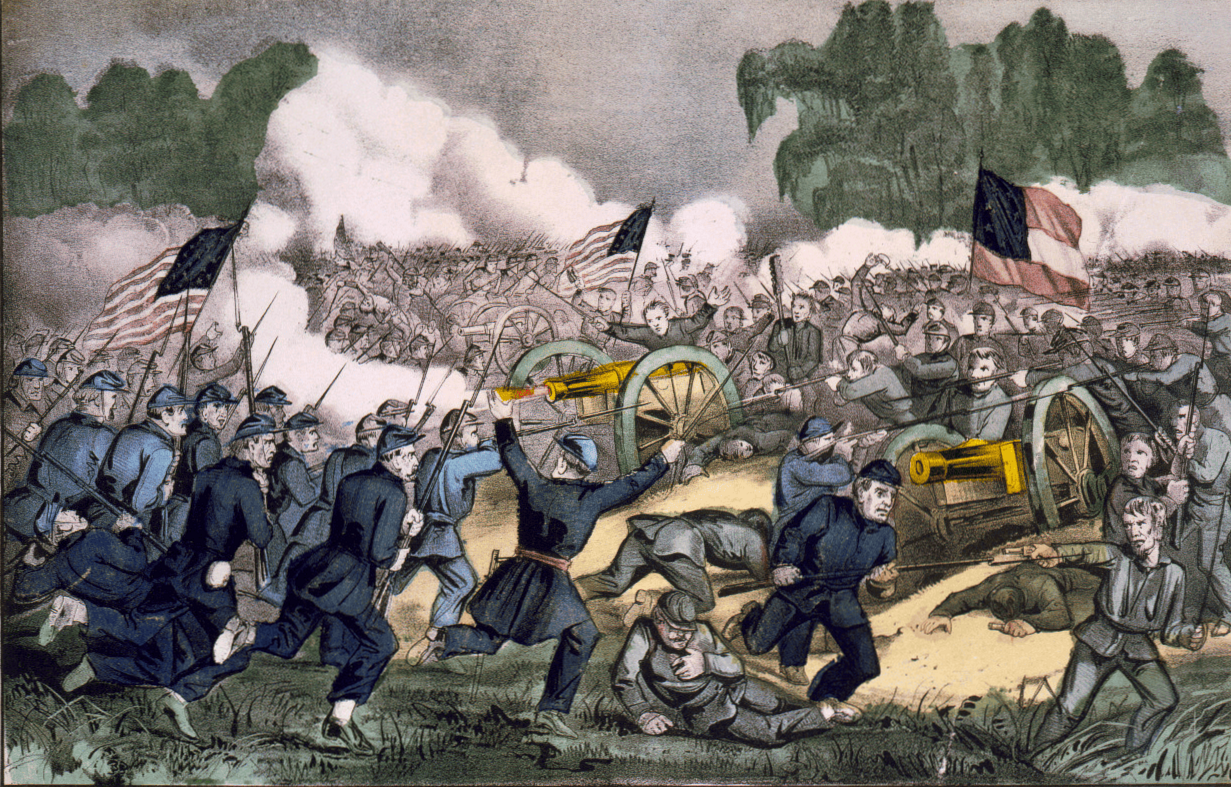
Bătălia de la Gettysburg, 3 iulie 1863, de Currier și Ives

Batăliile pot fi date pe pământ, pe mare și în aer. Bătăliile navale au apărut încă din secolul al V-lea î.Hr. Bătăliile aeriene sunt puține la număr, cele mai importante fiind Bătălia Angliei din 1940, dar de la al doilea război mondial, puține bătălii terestre sau navale s-au dat fără un sprijin aerian corespunzător. În timpul bătăliei de la Midway, cinci portavioane au fost scufundate fără ca flotele opozanților să fi venit în contact direct
Există numeroase tipuri de bătălii:
- "Bătăliile de întâlnire" -  sunt angajamente în care combatanții se cionesc în teren fără ca una sau chiar amândouă părțile să se fi pregătit pentru atac sau apărare.
- Bătăliile de uzură - scopul " bătăliilor de uzură" este de a cauza pierderi mai mari inamicului decât îți poate el produce. Multe lupte din primul război mondial au fost în mod intenționar, (Bătălia de la Verdun), sau neintenționat ,(Bătălia de pe Somme), bătălii de uzură.
- "Bătăliile de străpungere" -  au ca scop spargerea apărării inamicului, expunându-i astfel acestuia flacurile vulnerabile la învăluire.
- "Bătăliile de încercuire" –  Kesselschlacht din Blitzkriegul german –  înconjoară inamicul înghesuindu-l într-o pungi.
- "Bătăliile de învăluire" implică un atac pe unul sau pe amândouă flancurile – exemplul clasic fiind dubla învăluire din Bătălia de la Cannae. *"Bătăliile de anihilare" sunt acelea în care învinșii sunt practic distruși total pe câmpul de luptă, așa cum a fost cazul flotei franceze în Bătălia de pe Nil.
- "Bătăliile decisive" -  sunt lupte de o importanță deosebită, deoarece pun capăt ostilităților, precum Bătălia de la Hastings, sau reprezintă un punct de cotitură în desfășurarea războiului, precum Bătălia de la Varșovia și cea de la Stalingrad. O bătălie decisivă poate să aibă impact militar, dar și politic, prin schimbarea echilibrului de putere sau prin redesenarea frontierelor între beligeranți. Conceptul "bătălie decisivă" a devenit cunoscut odată cu publicarea în 1815 a lucrării lui Edward Creasy Cele cinsprezece bătălii decisive ale lumii. Istoricii militari J.F.C. Fuller (Bătăliile decisive ale lumii occidentale) și B.H. Liddell Hart (Războaiele decisive ale istoriei), printre mulți alții, au scris cărți în stilul lui lucrării lui Creasy.

## Numele bătăliilor

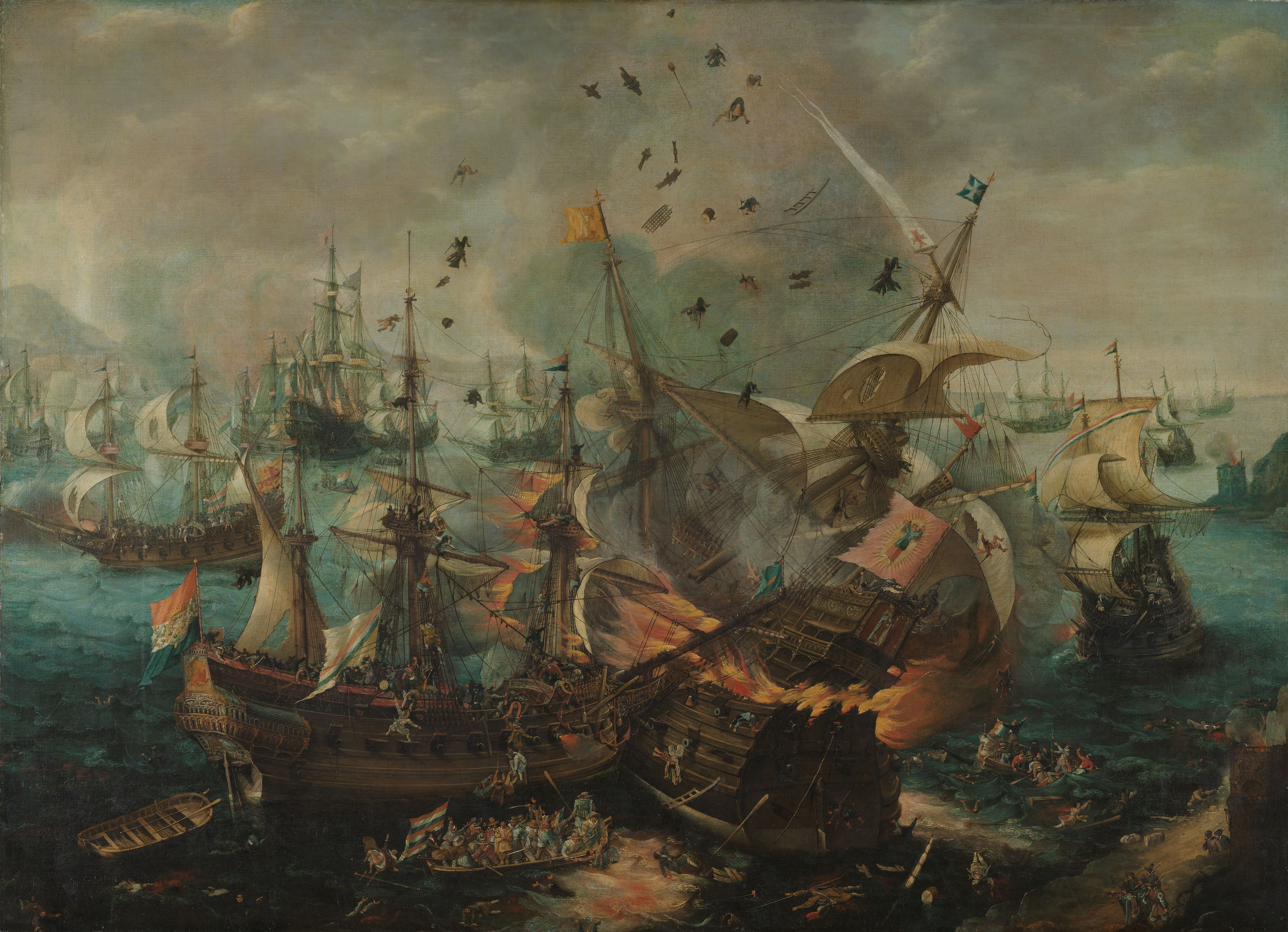
Bătălia de la Gibraltar din 1607 de Hendrick Cornelisz Vroom.

Bătăliile sunt în mod obișnuit denumite după câteva caracteristici geografice ale câmpului de luptă, așa cum ar fi numele unui oraș, pădure sau râu. Mai rar bătăliile sunt numite după data la care au avut loc, precum Gloriosul 1 iunie, (cunoscută și sunb numele de A treia bătălie de la Ushant). În evul mediu se considera că este important să stabilești un nume potrivit pentru o bătălie, care să poată fi ușor folosit de cronicari. De exemplu, după ce Henry al V-lea al Angliei i-a învins pe francezi pe 25 octombrie 1415, el s-a întâlnit cu un important mesager francez, cu care a căzut de acord să numească lupta după numele castelului din apropiere, până în ziua de azi lupta fiind cunoscută ca Bătălia de la Azincourt. În alte cazuri, fiecare parte a adoptat un alt nume pentru aceeași bătălie. Bătălia de la Gallipoli este cunoscută în Turcia ca Bătălia de la Çanakkale.  Unele denumiri au devenit sinonime cu bătăliile care au avut loc aici, așa cum sunt Passchendaele, Pearl Harbor sau Alamo. Operațiunile militare, dintre care multe au ca rezultat bătălii, primesc câte un nume de cod, care nu are în mod obligatoriu vreo semnificație sau nu dau un indiciu care să facă legătura cu locația în care urmează să se desfășoare luptele. Operațiunea Market Garden sau  Operațiunea Rolling Thunder  sunt exemple de bătălii cunoscute după numele militar de cod. 
Când un câmp de luptă este locul în care s-au desfășurat mai multe bătălii din același război, se face distincția între acestea folosind numeralele ordinale, așa ca în cazul prima și a doua bătălie de la Bull Run. Un caz extrem este cel al celor douăsprezece bătălii de la Isonzo dintre Italia și Austro-Ungaria din Primul Război Mondial, (lupte numite în ordine prima până la a douăsprezecea bătălie de la Isonzo).
Unele bătălii sunt numite pentru ușurarea muncii istoricilor militari, astfel încât perioadele de luptă să fie clar definite pentru fiecare luptă. După încheierea primului război mondial, s-a format Comitetul britanic pentru denumirile bătăliilor pentru a decide numele tuturor luptelor și al acțiunilor adiționale. Pentru soldații care au luat parte efectiv la încleștările de la Beaumont Hamel din 13 noiembrie 1916, a fost probabil o surpriză să afle că s-au luptat în ceea ce sus-numitul colectiv a denumit "Bătălia de la Ancre".
Multe lupte sunt prea mici pentru a primi un nume. Termeni precum "acțiune", "ambuscadă", "schimb de focuri", "raid" sau "patrulare ofensivă" sunt folosiți pentru a descrie ciocnirile de mică anvergură. Aceste lupte au de cele mai multe ori loc în cadrul general al unei bătălii importante. De multe ori soldații nu sunt capabili să măsoare imediat importanța unei lupte. În ziua ce a urmat bătăliei de la Waterloo, unii ofițeri britanici nu știau cum să denumească evenimentuul la care fuseseră părtași: "batălie" sau "acțiune".